# 罗卡马蒂尔德别墅

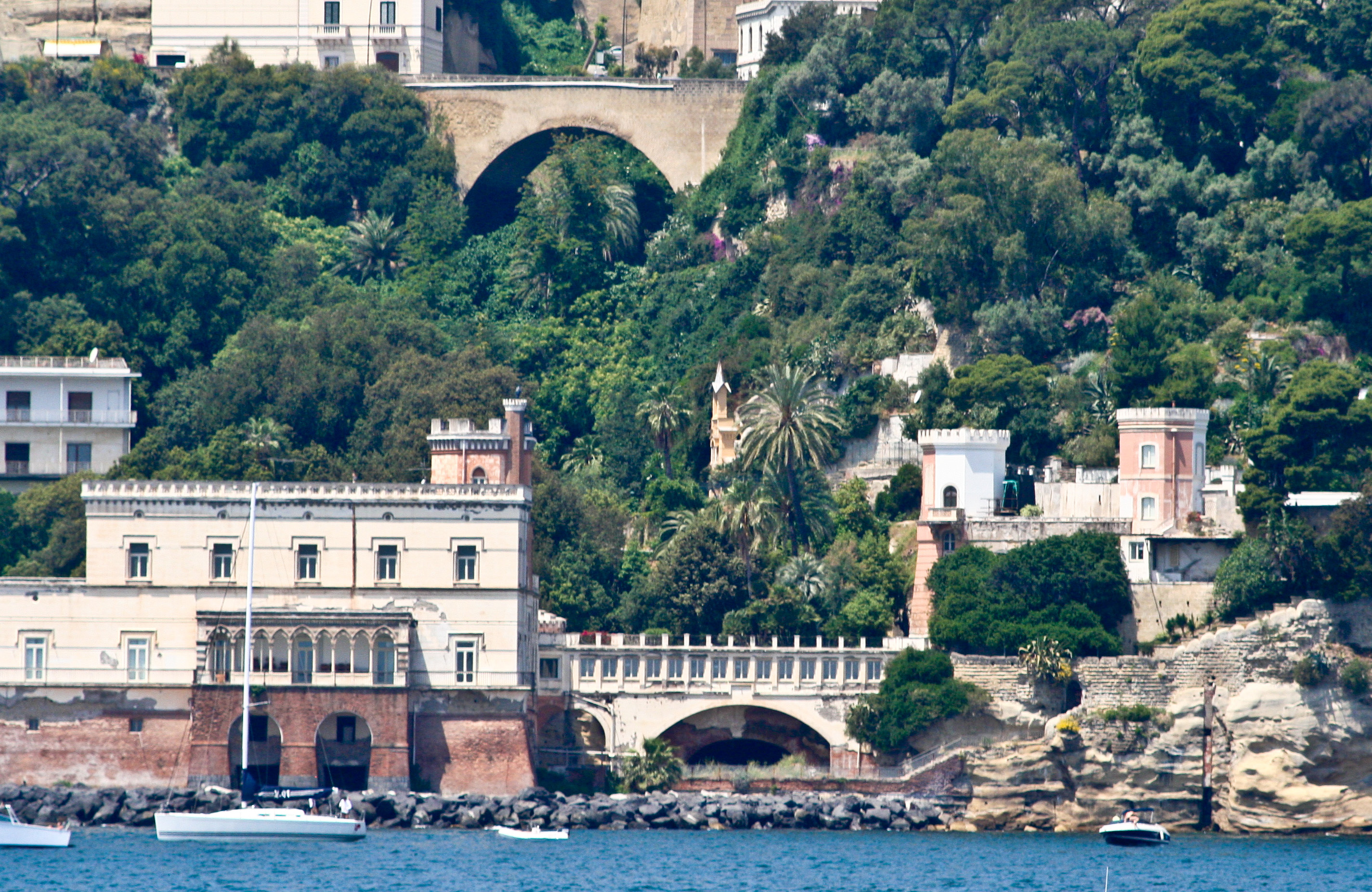

罗卡马蒂尔德别墅（Villa Rocca Matilde）是一座19世纪的海滨别墅，位于意大利那不勒斯的波西利波社区，波西利波街（Via Posillipo）222号,圣路易吉广场（Piazza San Luigi）下方。

## 历史
目前的别墅，兴建于17世纪的宫殿之上，最初由奥拉齐奥·达昆托建造。1842年，英国妇女路易莎·狄龙·斯特拉汉收购了该房产， 以她的大女儿玛蒂尔德命名为玛蒂尔德城堡（Castle Matilde）。下一个业主，乔治怀特威克伦德尔也进行了翻新。后来的店主是商人威廉·皮尔斯和阿奇勒·劳罗。它有时被称为"劳罗别墅"（Villa Lauro）。此后，它被一个私人团体买下。